# 卡爾波什角
62°43′23″S 61°15′00″W / 62.72306°S 61.25000°W

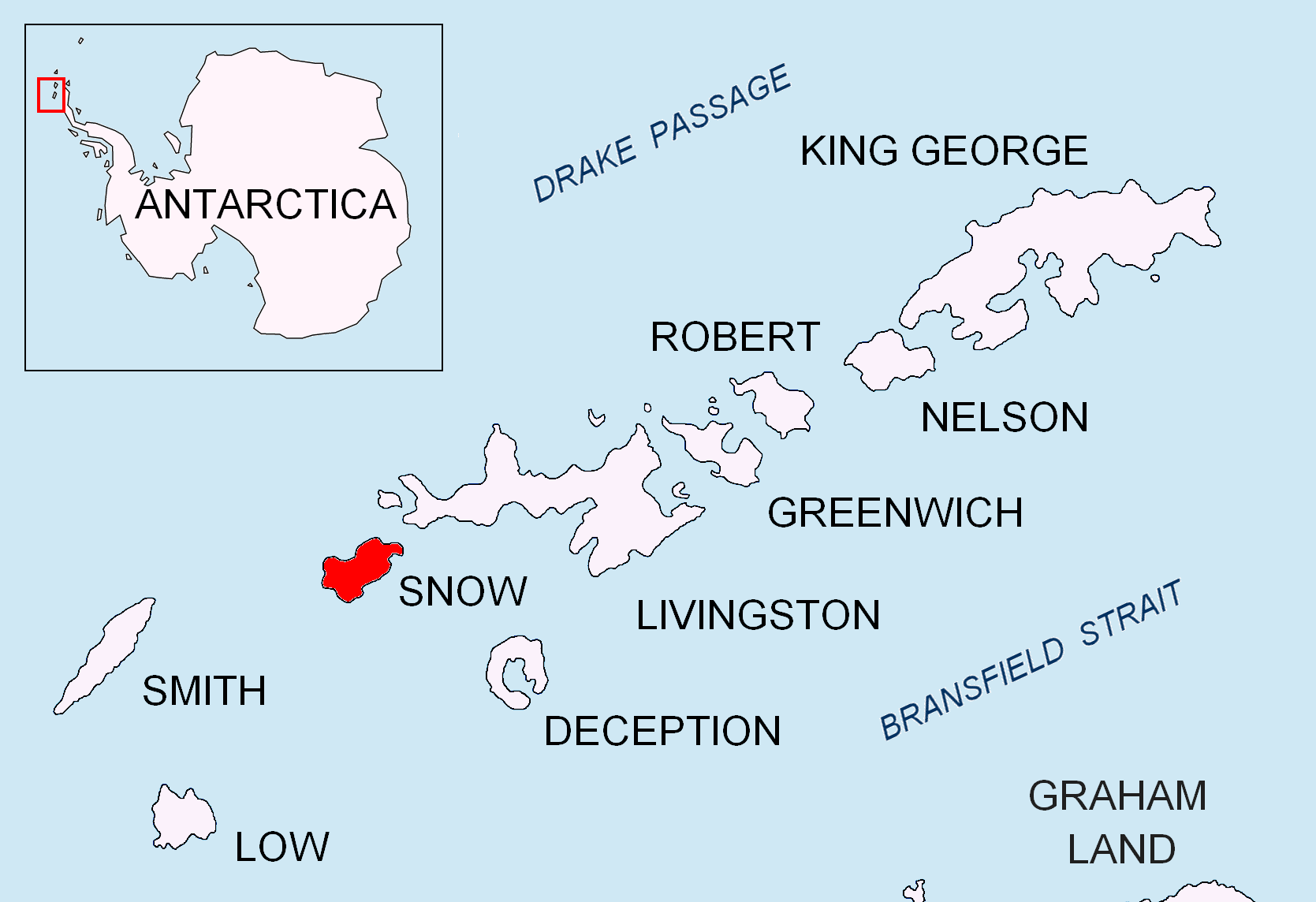

卡爾波什角（Karposh Point），是南極洲的海岬，位於南設得蘭群島的雪島北岸，處於普雷錫登特角東北端以西2.3公里、戈斯通角東南面2.5公里和廷布倫角東南面4.8公里，現時由南極條約體系管理。